# Gerrit Dou
Gerrit Dou sau Gérard Dou sau  Gerrit Dow (n. 7 aprilie 1613, Leiden -- d. 9 februarie 1675, Leiden), a fost un pictor neerlandez.

## Galerie

Lucrări -- Gerrit Dou
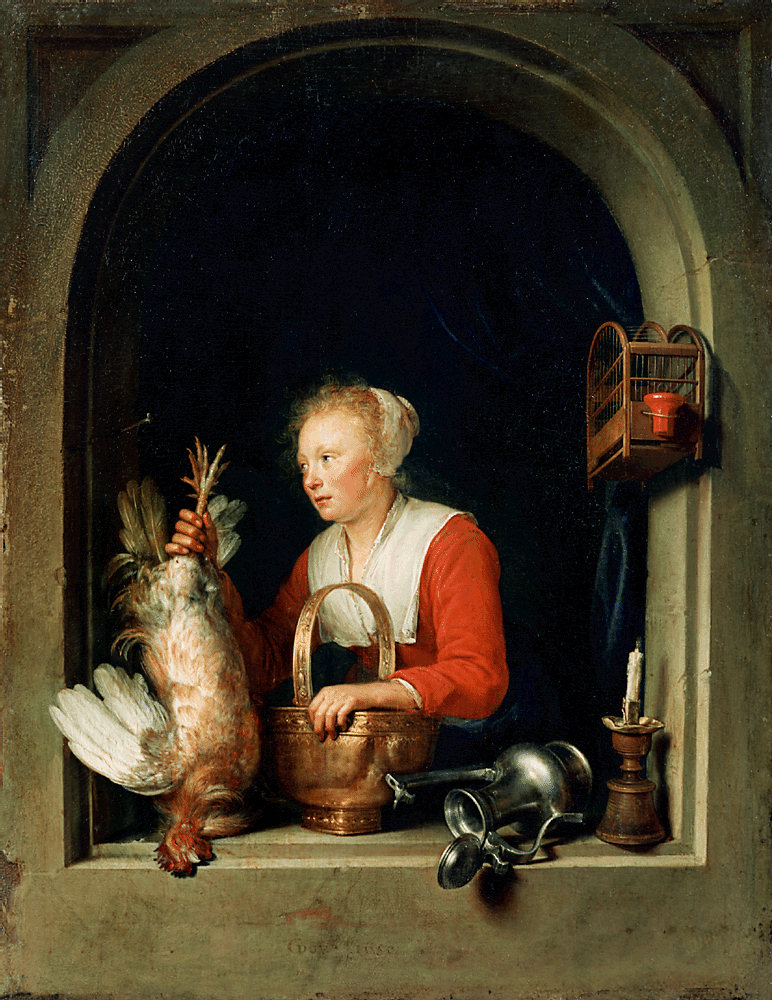
Casnică (olandeză)
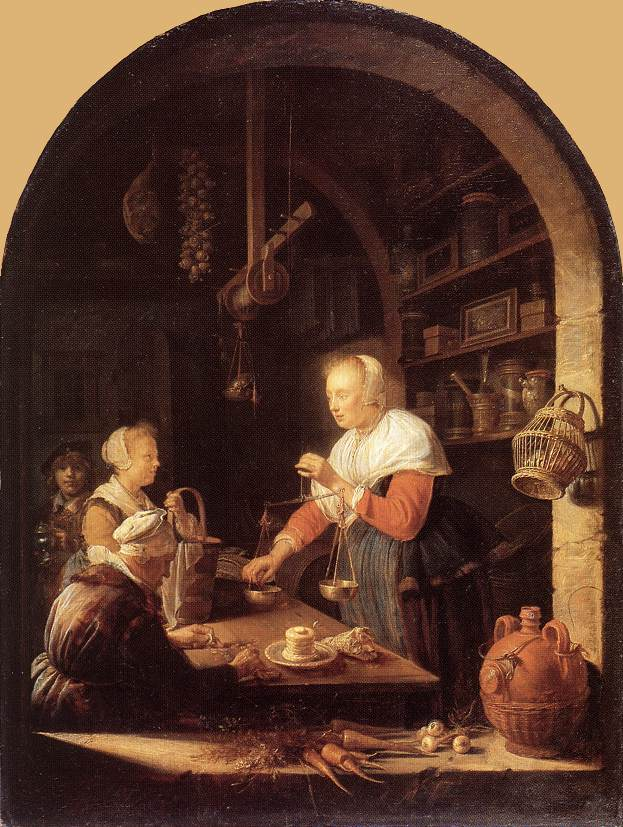
Băcănie
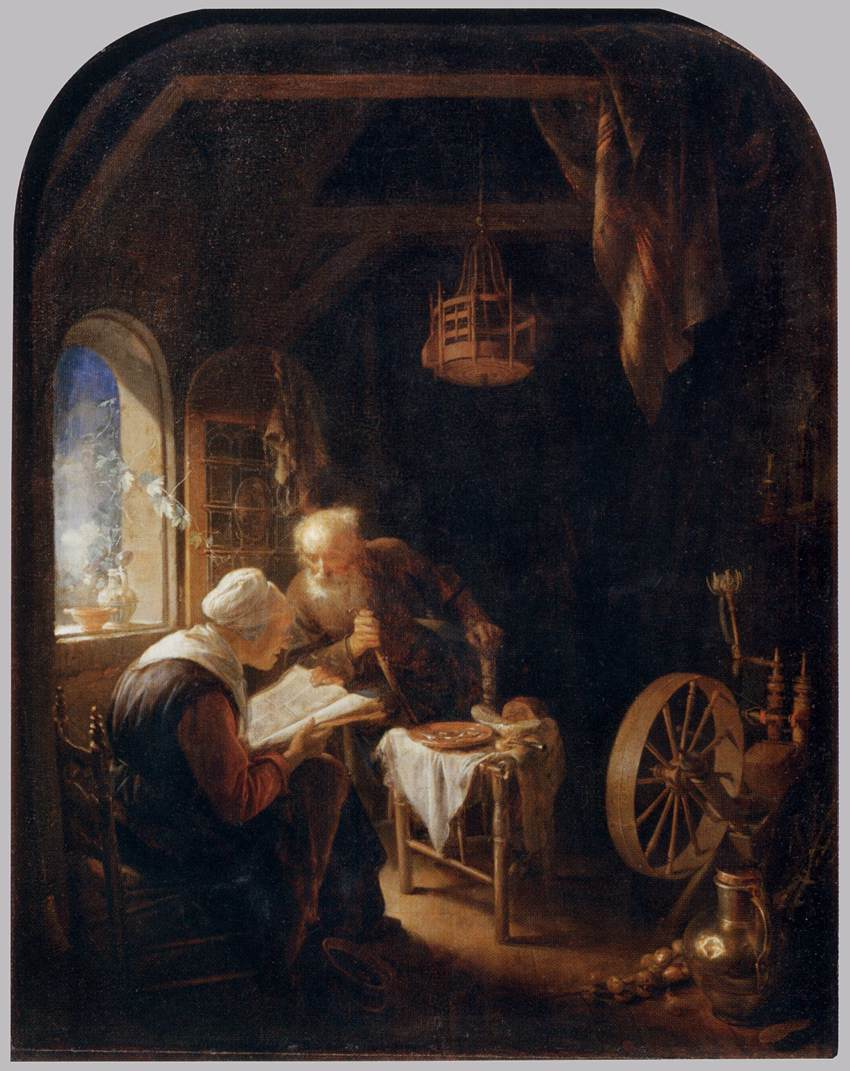
Citirea Bibliei
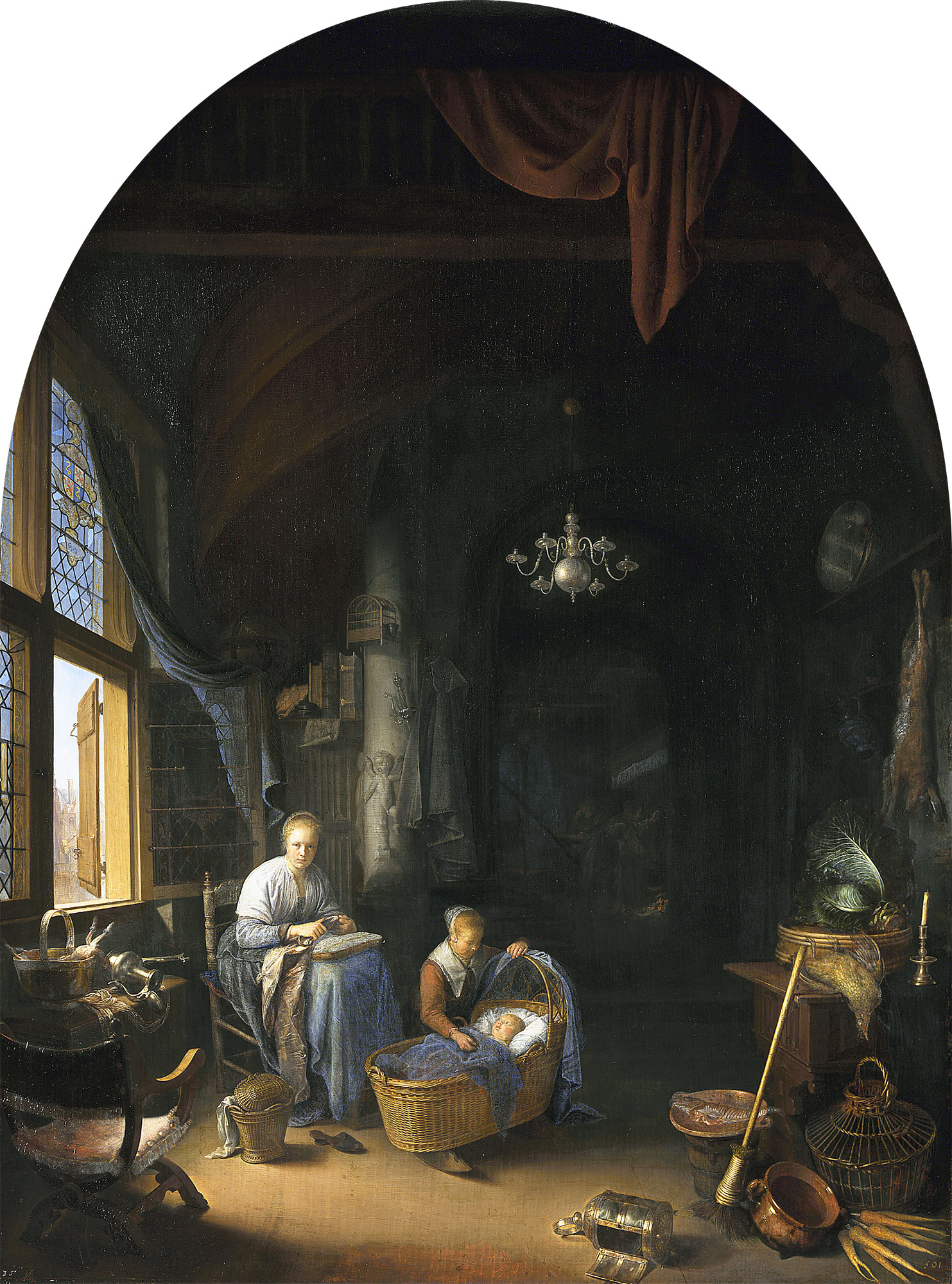
Interior olandez
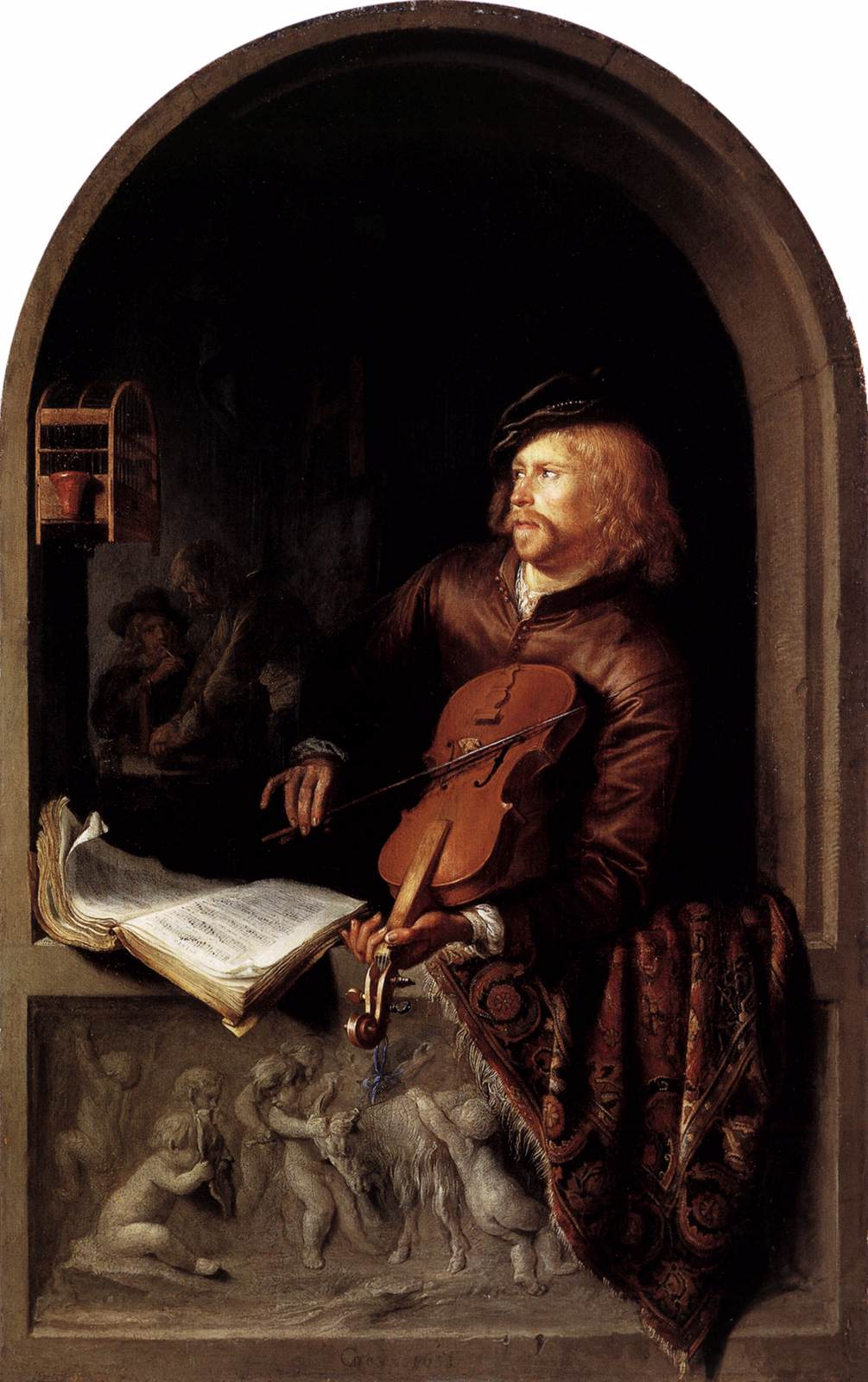
Violonistul
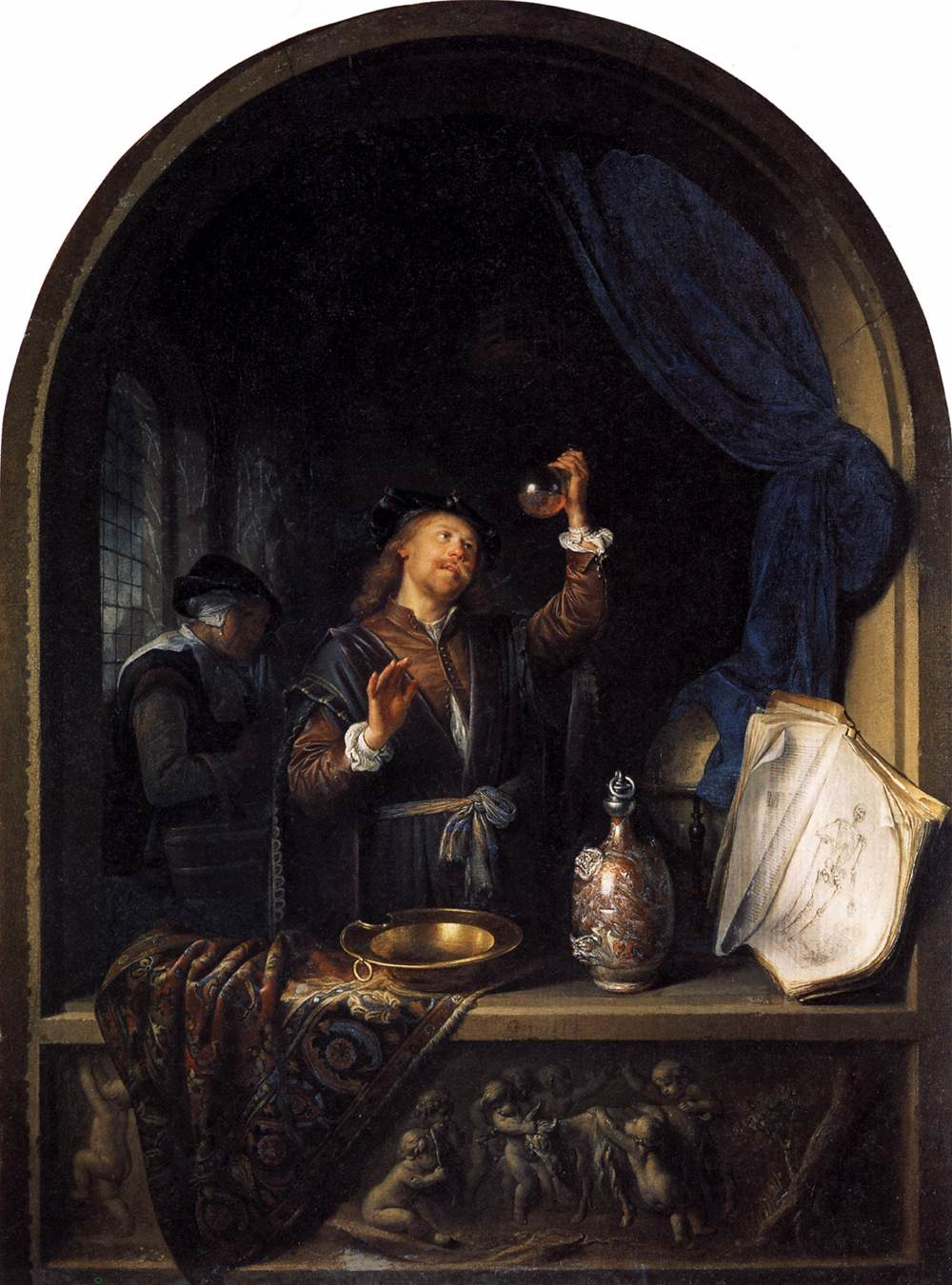
Fizicianul
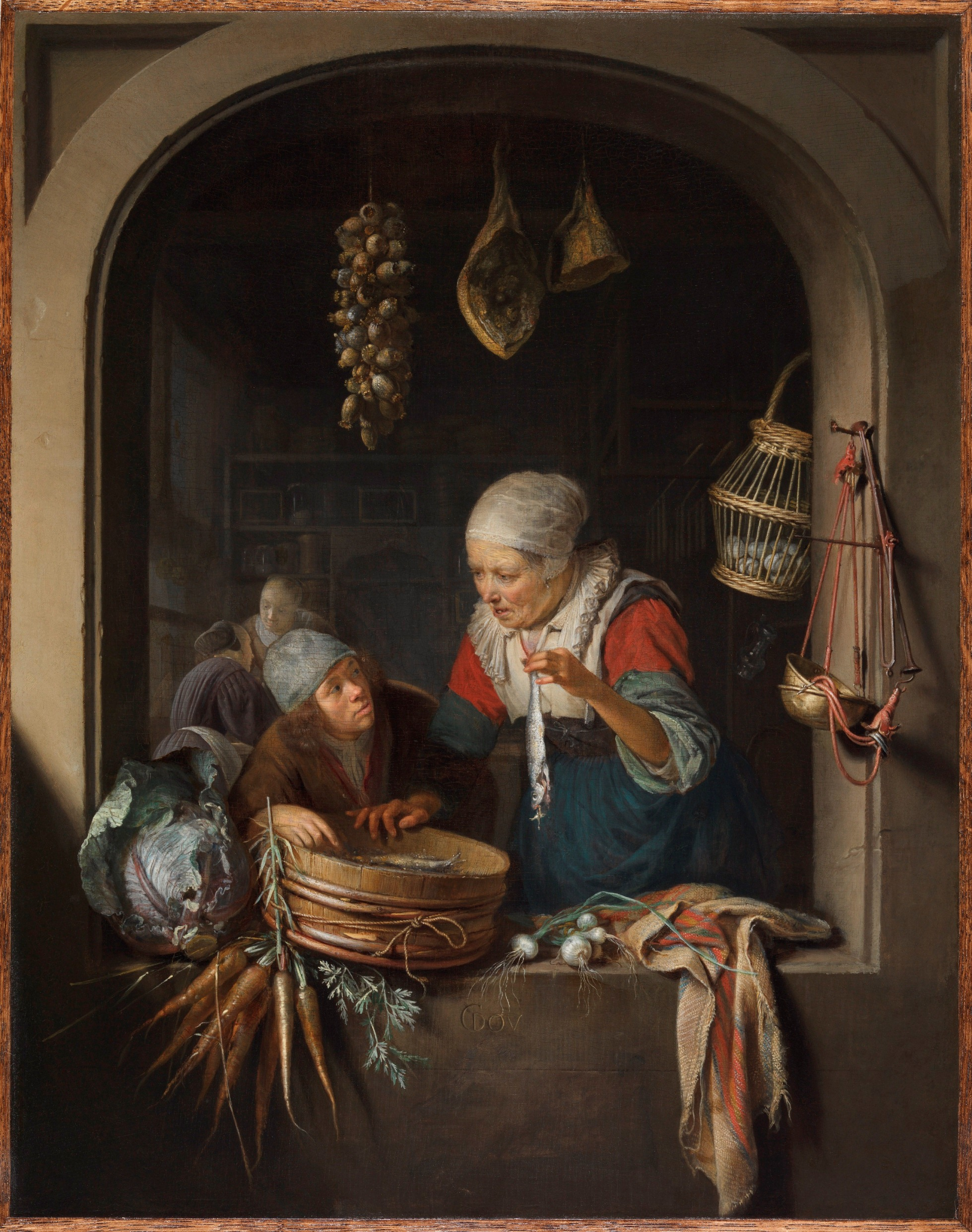
Vânzătoarea de heringi
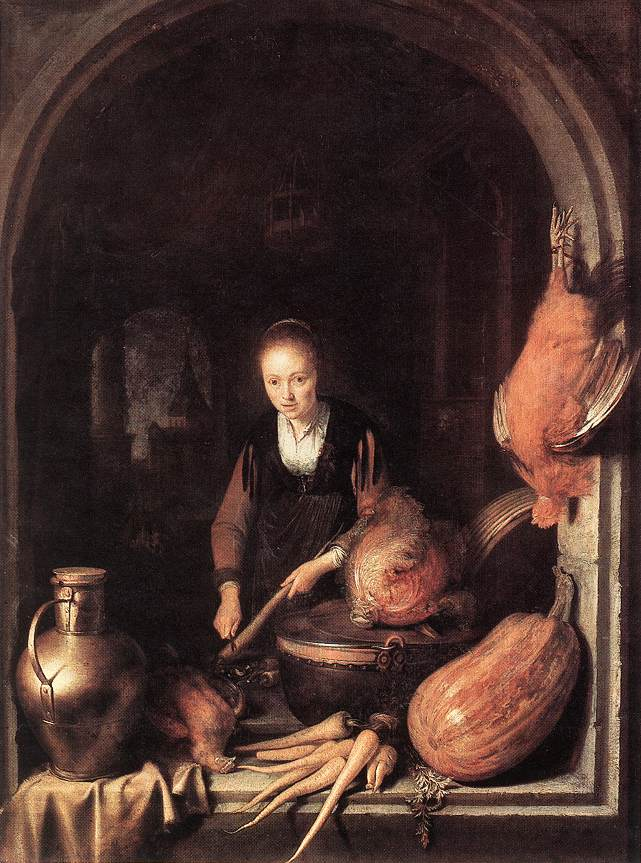
Curățătoarea de morcovi
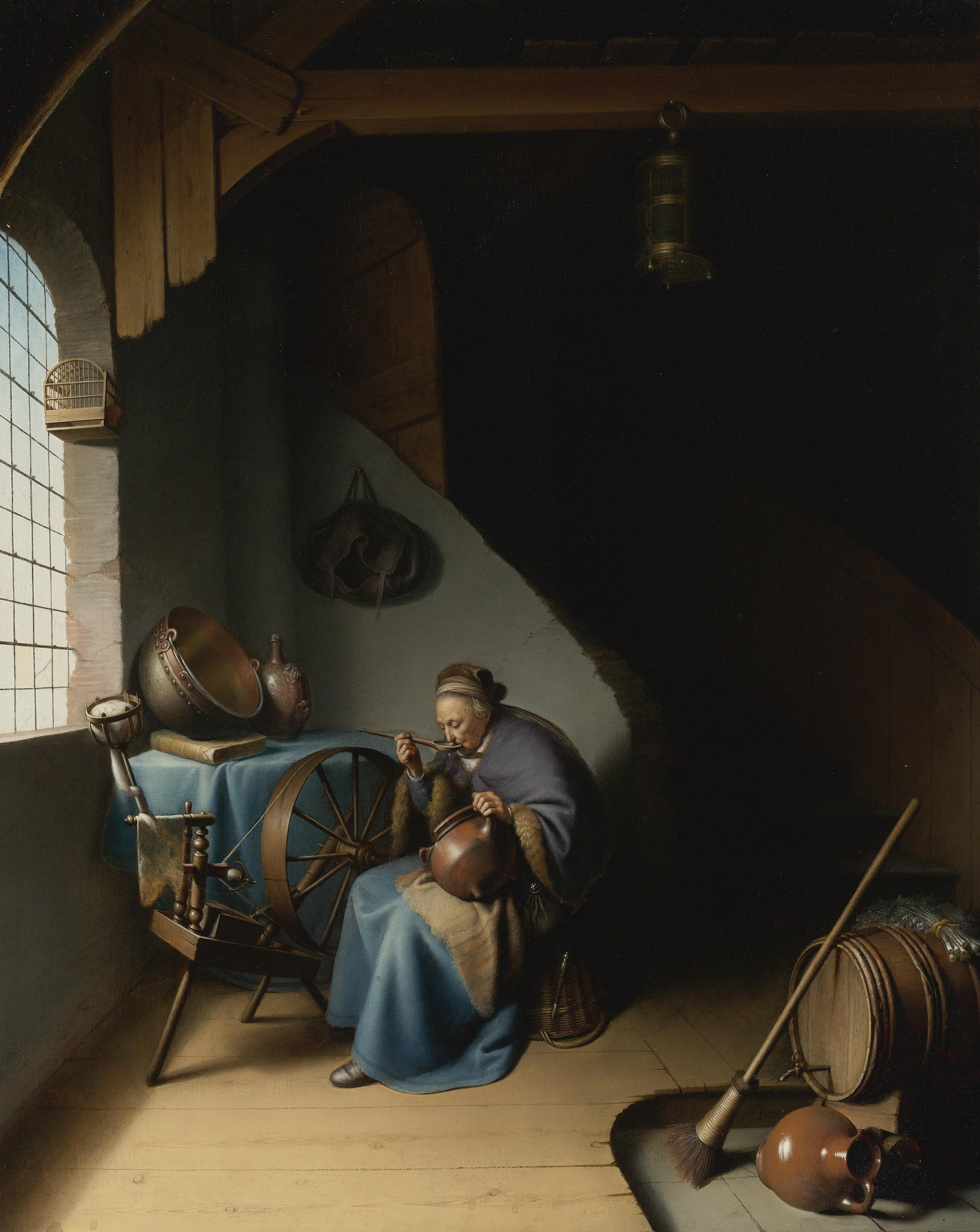
Femeie mâncând ovăz
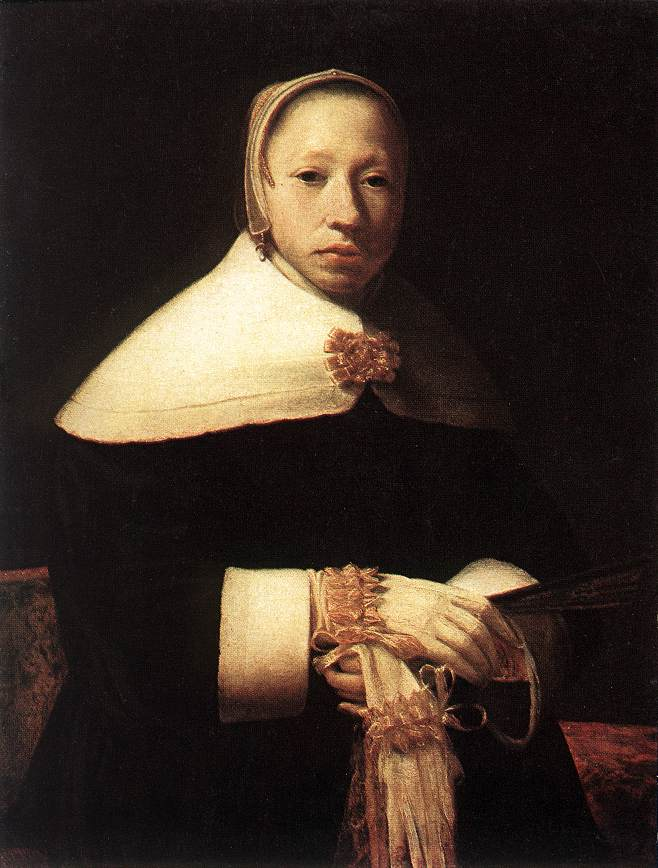
Portret de femeie
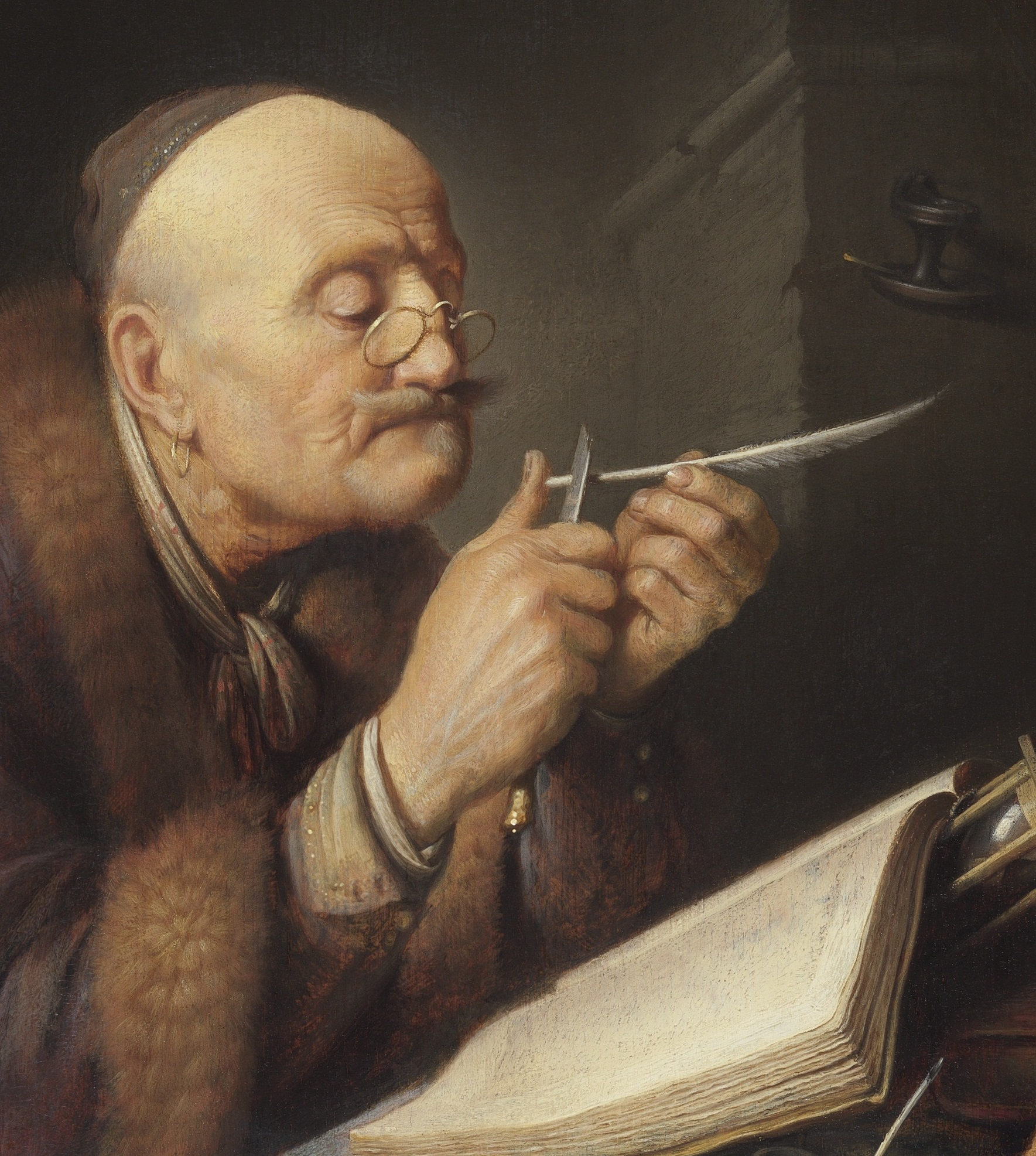
Ascuțirea creionului
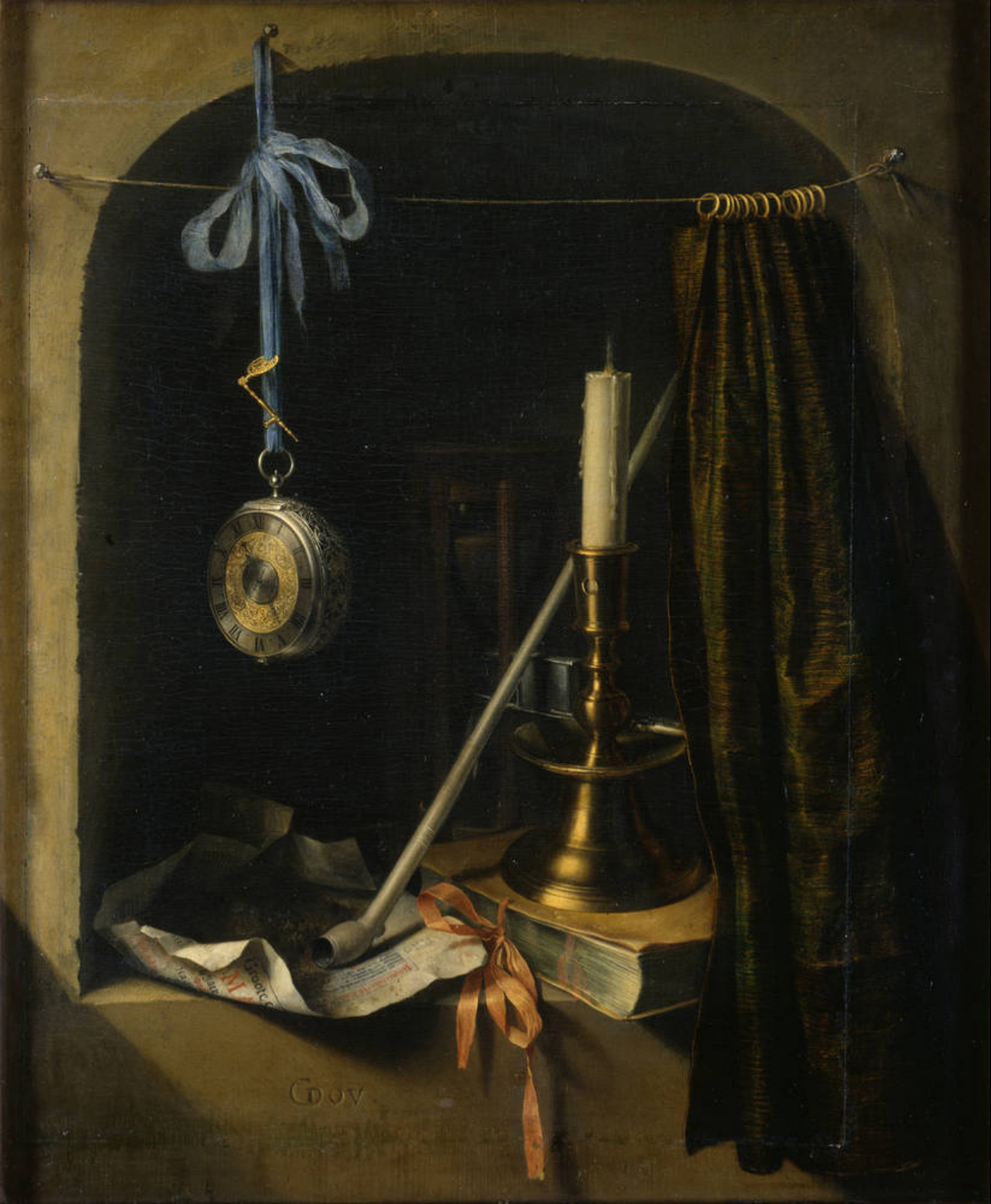
Natură moartă
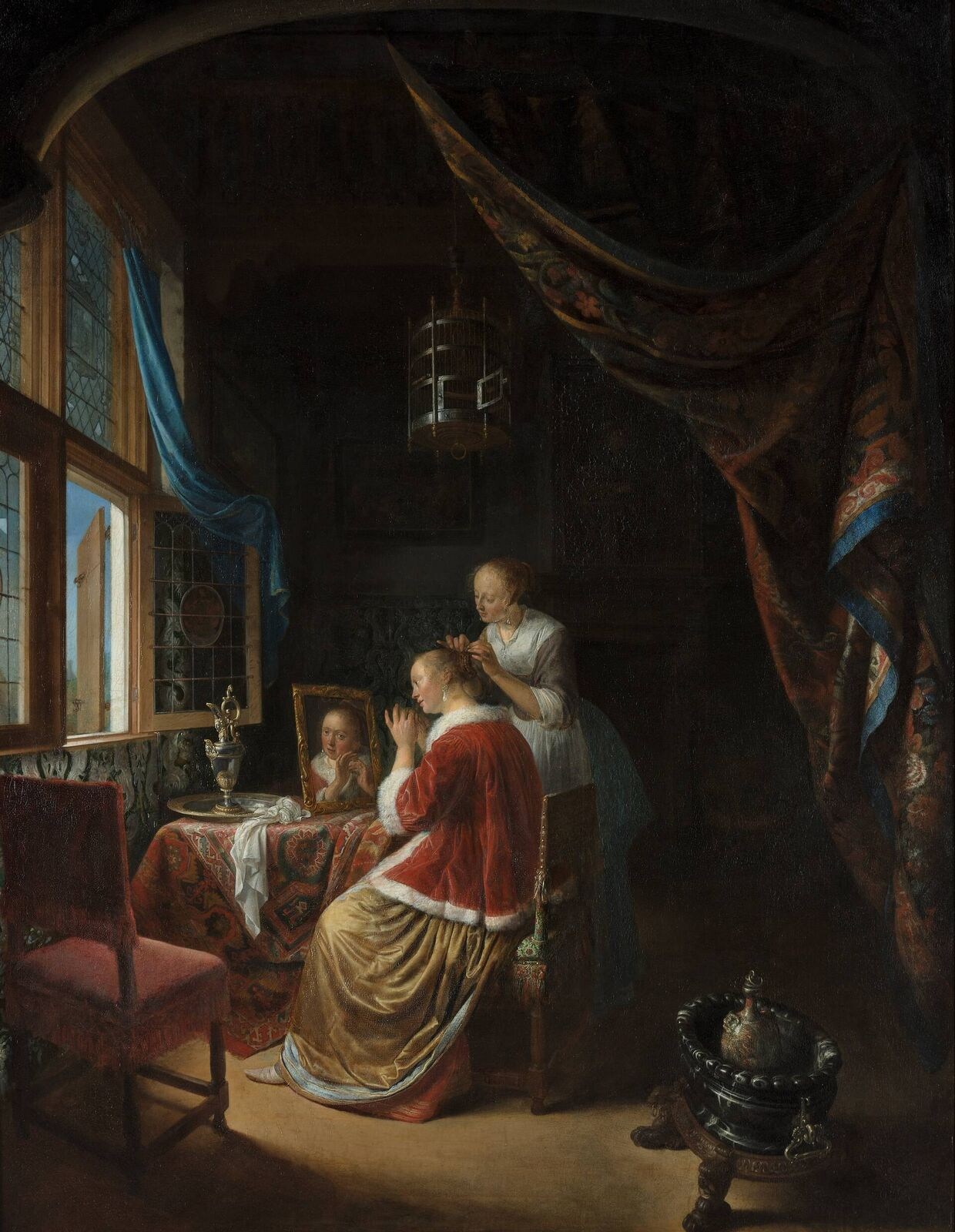
Tânără la budoar
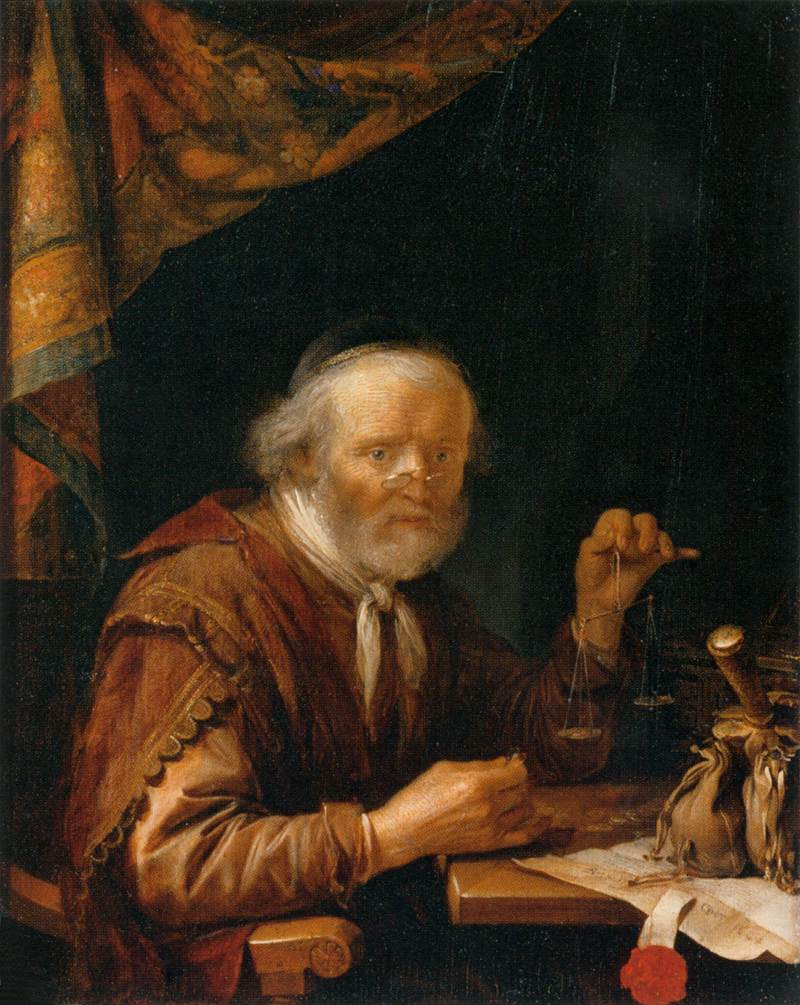
Cămătarul
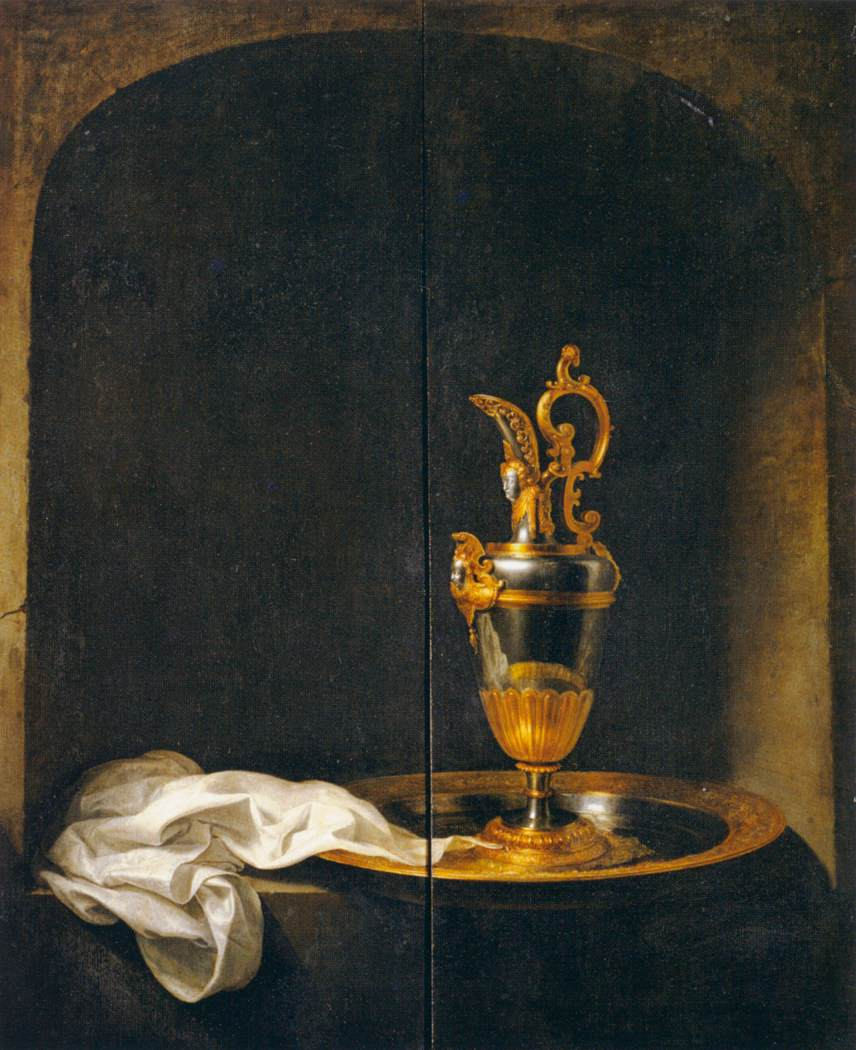
Vasul de argint
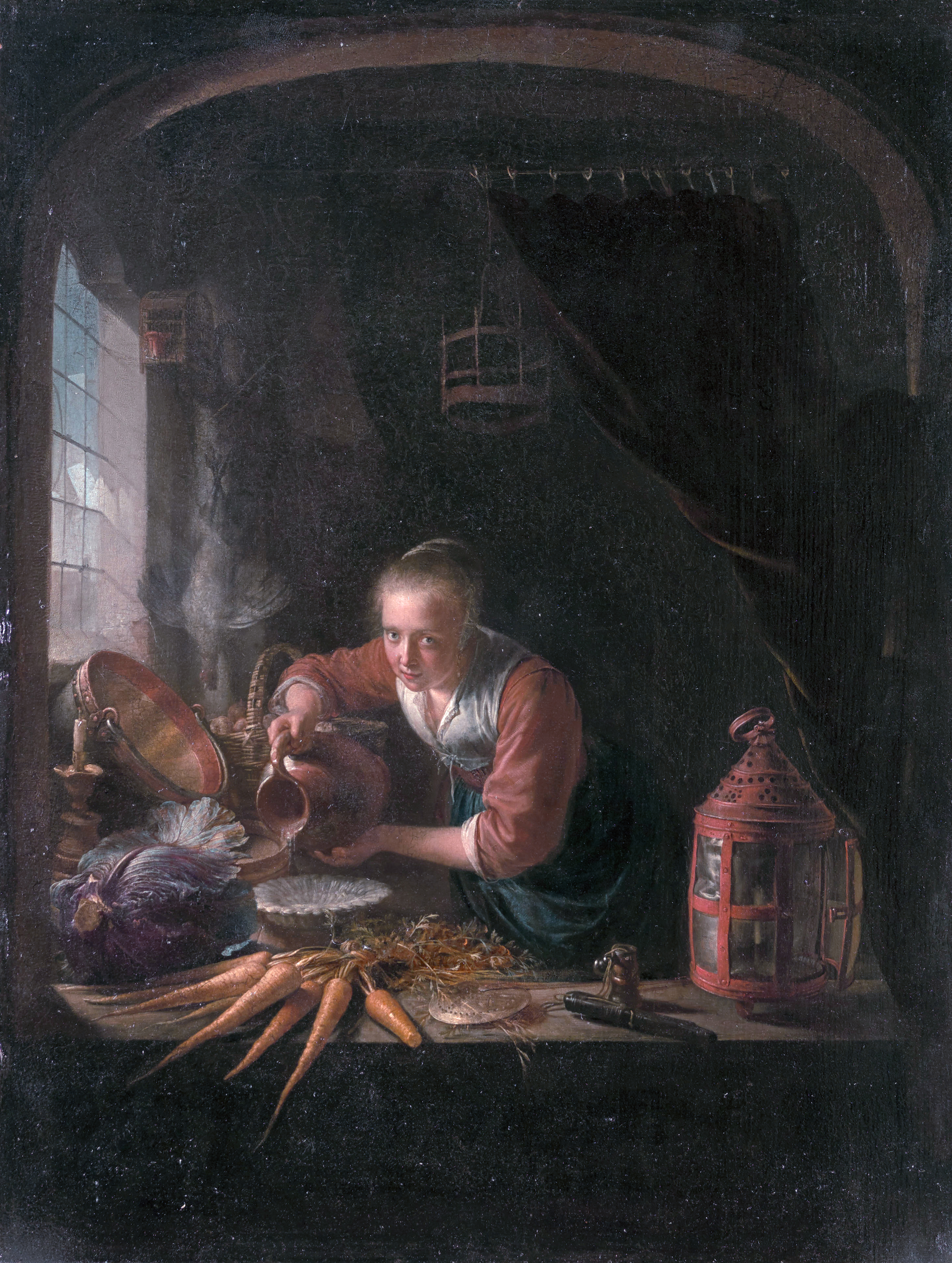
Umplerea vasului cu apă